# Antonijo Miłoszoski
Antonijo Miłoszoski, mac. Антонијо Милошоски (ur. 29 stycznia 1976 w Tetowie) – macedoński polityk i publicysta, poseł do Zgromadzenia Republiki Macedonii Północnej, w latach 2006–2011 minister spraw zagranicznych.

## Życiorys
W 1999 ukończył prawo na Uniwersytecie Świętych Cyryla i Metodego w Skopju. W latach 2001–2002 studiował integrację europejską na Uniwersytecie w Bonn w Niemczech. W 2006 obronił doktorat z nauk politycznych na Universität Duisburg-Essen.
W trakcie studiów zaangażował się w działalność polityczną w ramach centroprawicowej partii WMRO-DPMNE. W latach 1997–1998 był wiceprzewodniczącym organizacji młodzieżowej WMRO-DPMNE. W latach 1999–2000 był szefem gabinetu wicepremiera Macedonii. Od maja 2000 do września 2001 pełnił funkcję rzecznika prasowego rządu Lubcza Georgiewskiego. W 2000 i ponownie od 2004 zajmował się działalnością dziennikarską jako publicysta prasy codziennej. W 2006 został wybrany na posła do Zgromadzenia Republiki Macedonii z ramienia WMRO-DPMNE.
28 sierpnia 2006 objął stanowisko ministra spraw zagranicznych w gabinecie premiera Nikoły Gruewskiego. Urząd ten sprawował do 28 lipca 2011.
Po wyborach z 2011 przystąpił do wykonywania mandatu poselskiego. Utrzymywał go na kolejne kadencje w wyborach w 2014, 2016, 2020 i 2024.